# Ilfat Raziapov
Ilfat Sultanovich Raziapov –en ruso, Ильфат Султанович Разяпов– (Imendyashevo, URSS, 23 de noviembre de 1975) es un deportista ruso que compitió en boxeo.
Ganó una medalla de plata en el Campeonato Mundial de Boxeo Aficionado de 1997 y una medalla de plata en el Campeonato Europeo de Boxeo Aficionado de 1998, en el peso mosca.

## Palmarés internacional
| Campeonato Mundial | Campeonato Mundial  | Campeonato Mundial | Campeonato Mundial |
| Año                | Lugar               | Medalla            | Categoría          |
| ------------------ | ------------------- | ------------------ | ------------------ |
| 1997               | Budapest (Hungría)  | Medalla de plata   | 51 kg              |
| Campeonato Europeo |                     |                    |                    |
| Año                | Lugar               | Medalla            | Categoría          |
| 1998               | Minsk (Bielorrusia) | Medalla de plata   | 51 kg              |